# Jonathan Mason
Jonathan Mason (ur. 22 marca 1996 w Bradford) – brytyjski aktor. Za rolę Joego Carraclougha w komediodramacie przygodowym Lassie (2005) był nominowany do Young Artist Award. Urodził się z rzadką chorobą serca i w wieku dziesięciu dni musiał przejść pomostowanie aortalno-wieńcowe. Studiował w Notre Dame Catholic Sixth Form College w Leeds. Naukę kontynuował na Sheffield Hallam University w Sheffield. 

## Filmografia
| Rok  | Tytuł filmu                                    | Rola            |
| ---- | ---------------------------------------------- | --------------- |
| 2004 | Nits (film krótkometrażowy)                    | James           |
| 2005 | Lassie                                         | Joe Carraclough |
| 2006 | Vincent (serial TV)                            | Adam            |
| 2008 | The Revenge Files of Alistair Fury (serial TV) | Fury Alistair   |
| 2009 | Wielki wyścig (The Race)                       | Tom             |
| 2010 | The Cull (film krótkometrażowy)                | William         |